# Olympische Sommerspiele 2016/Teilnehmer (Peru)
| Gelbes Symbol für Goldmedaillen mit stilisierten Olympischen Ringen | Graues Symbol für Silbermedaillen mit stilisierten Olympischen Ringen | Braundes Symbol für Bronzemedaillen mit stilisierten Olympischen Ringen |
| ------------------------------------------------------------------- | --------------------------------------------------------------------- | ----------------------------------------------------------------------- |
| —                                                                   | —                                                                     | —                                                                       |

Peru nahm an den Olympischen Spielen 2016 in Rio de Janeiro teil. Es war die insgesamt 19. Teilnahme an Olympischen Sommerspielen. Das Comité Olímpico Peruano nominierte 29 Athleten in 11 Sportarten.
Fahnenträger bei der Eröffnungsfeier war der Sportschütze Francisco Boza.

## Teilnehmer nach Sportarten

### Gewichtheben
| Athleten       | Wettbewerb        | Reißen  | Reißen | Stoßen  | Stoßen | Zweikampf | Zweikampf | Rang |
| Athleten       | Wettbewerb        | Gewicht | Rang   | Gewicht | Rang   | Gewicht   | Rang      | Rang |
| -------------- | ----------------- | ------- | ------ | ------- | ------ | --------- | --------- | ---- |
| Frauen         |                   |         |        |         |        |           |           |      |
| Fiorella Cueva | Klasse bis 53 kg  | 65 kg   | 12     | 88 kg   | 11     | 153 kg    | 11        | 11   |
| Männer         |                   |         |        |         |        |           |           |      |
| Hernán Viera   | Klasse bis 105 kg | 151 kg  | 16     | 200 kg  | 14     | 351 kg    | 13        | 13   |

### Judo
| Athleten      | Wettbewerb | 1. Runde | 1. Runde | 2. Runde   | 2. Runde    | Viertelfinale | Viertelfinale | Halbfinale / Trostrunde | Halbfinale / Trostrunde | Finale / Platz 3 | Finale / Platz 3 | Rang |
| Athleten      | Wettbewerb | Gegner   | Ergebnis | Gegner     | Ergebnis    | Gegner        | Ergebnis      | Gegner                  | Ergebnis                | Gegner           | Ergebnis         | Rang |
| ------------- | ---------- | -------- | -------- | ---------- | ----------- | ------------- | ------------- | ----------------------- | ----------------------- | ---------------- | ---------------- | ---- |
| Männer        |            |          |          |            |             |               |               |                         |                         |                  |                  |      |
| Juan Postigos | bis 60 kg  | Freilos  | Freilos  | O. Səfərov | 000s2:011s0 | ausgeschieden | ausgeschieden | ausgeschieden           | ausgeschieden           | ausgeschieden    | ausgeschieden    | 17   |

### Leichtathletik
Laufen und Gehen
| Athleten          | Wettbewerb  | Runde 1      | Runde 1 | Halbfinale | Halbfinale | Finale        | Finale        | Rang |
| Athleten          | Wettbewerb  | Zeit         | Rang    | Zeit       | Rang       | Zeit          | Rang          | Rang |
| ----------------- | ----------- | ------------ | ------- | ---------- | ---------- | ------------- | ------------- | ---- |
| Frauen            |             |              |         |            |            |               |               |      |
| Jovana de la Cruz | Marathon    | –            | –       | –          | –          | 2:35:49 h     | 36            | 36   |
| Inés Melchor      | Marathon    | –            | –       | –          | –          | nicht beendet | nicht beendet | –    |
| Gladys Tejeda     | Marathon    | –            | –       | –          | –          | 2:29:55 h     | 15            | 15   |
| Kimberly García   | 20 km Gehen | –            | –       | –          | –          | 1:32:09 h     | 14            | 14   |
| Jéssica Hancco    | 20 km Gehen | –            | –       | –          | –          | 1:39:08 h     | 51            | 51   |
| Männer            |             |              |         |            |            |               |               |      |
| David Torrence    | 5000 m      | 13:23,20 min | 10      | –          | –          | 13:43,12 min  | 15            | 15   |
| Luis Ostos        | 10.000 m    | –            | –       | –          | –          | 28:02,03      | 21            | 21   |
| Raúl Machacuay    | Marathon    | –            | –       | –          | –          | 2:18:00 h     | 45            | 45   |
| Raúl Pacheco      | Marathon    | –            | –       | –          | –          | 2:20:13 h     | 66            | 66   |
| Cristhian Pacheco | Marathon    | –            | –       | –          | –          | 2:18:41 h     | 52            | 52   |
| Paolo Yurivilca   | 20 km Gehen | –            | –       | –          | –          | 1:24,48       | 41            | 41   |
| Luis Henry Campos | 50 km Gehen | –            | –       | –          | –          | nicht beendet | nicht beendet | –    |
| Pavel Chihuán     | 50 km Gehen | –            | –       | –          | –          | 4:32:37 h     | 48            | 48   |

Springen und Werfen
| Männer        |            |        |    |               |               |    |
| Arturo Chávez | Hochsprung | 2,22 m | 29 | ausgeschieden | ausgeschieden | 29 |

### Reiten
| Springen                      |            |                  |               |               |               |               |      |
| Athleten                      | Wettbewerb | Strafpunkte      | Strafpunkte   | Strafpunkte   | Strafpunkte   | Strafpunkte   | Rang |
| Athleten                      | Wettbewerb | 1. Qualifikation | Nationenpreis | Nationenpreis | Einzelfinale  | Einzelfinale  | Rang |
| Athleten                      | Wettbewerb | 1. Qualifikation | 1. Umlauf     | 2. Umlauf     | 1. Umlauf     | 2. Umlauf     | Rang |
| Alonso Váldez Prado mit Chief | Einzel     | 22               | –             | –             | ausgeschieden | ausgeschieden | 56   |

### Ringen
| Athleten        | Wettbewerb       | 1. Runde           | 1. Runde | Achtelfinale  | Achtelfinale  | Viertelfinale | Viertelfinale | Halbfinale    | Halbfinale    | Hoffnungsrunde Viertelfinale | Hoffnungsrunde Viertelfinale | Hoffnungsrunde Halbfinale | Hoffnungsrunde Halbfinale | Hoffnungsrunde Finale | Hoffnungsrunde Finale | Finale        | Finale        | Rang          |
| Athleten        | Wettbewerb       | Gegner             | Ergebnis | Gegner        | Ergebnis      | Gegner        | Ergebnis      | Gegner        | Ergebnis      | Gegner                       | Ergebnis                     | Gegner                    | Ergebnis                  | Gegner                | Ergebnis              | Gegner        | Ergebnis      | Rang          |
| --------------- | ---------------- | ------------------ | -------- | ------------- | ------------- | ------------- | ------------- | ------------- | ------------- | ---------------------------- | ---------------------------- | ------------------------- | ------------------------- | --------------------- | --------------------- | ------------- | ------------- | ------------- |
| Freistil Frauen |                  |                    |          |               |               |               |               |               |               |                              |                              |                           |                           |                       |                       |               |               |               |
| Yanet Sovero    | Klasse bis 58 kg | Jackeline Rentería | 1:3      | ausgeschieden | ausgeschieden | ausgeschieden | ausgeschieden | ausgeschieden | ausgeschieden | ausgeschieden                | ausgeschieden                | ausgeschieden             | ausgeschieden             | ausgeschieden         | ausgeschieden         | ausgeschieden | ausgeschieden | ausgeschieden |

### Rudern
| Athleten              | Wettbewerb | Vorlauf     | Vorlauf | Vorlauf       | Hoffnungslauf | Hoffnungslauf | Hoffnungslauf | Viertelfinale | Viertelfinale | Viertelfinale | Halbfinale  | Halbfinale | Halbfinale    | Finale      | Finale | Rang |
| Athleten              | Wettbewerb | Zeit        | Platz   | Qualifikation | Zeit          | Platz         | Qualifikation | Zeit          | Platz         | Qualifikation | Zeit        | Platz      | Qualifikation | Zeit        | Platz  | Rang |
| --------------------- | ---------- | ----------- | ------- | ------------- | ------------- | ------------- | ------------- | ------------- | ------------- | ------------- | ----------- | ---------- | ------------- | ----------- | ------ | ---- |
| Frauen                |            |             |         |               |               |               |               |               |               |               |             |            |               |             |        |      |
| Camila Valle Granados | Einer      | 9:30,60 min | 5       | Hoffnungslauf | 8:32,66 min   | 5             | Halbfinale E  | –             | –             | –             | 9:11,91 min | 4          | F-Finale      | 9:18,24 min | 1      | 31   |
| Männer                |            |             |         |               |               |               |               |               |               |               |             |            |               |             |        |      |
| Renzo León García     | Einer      | 7:21,04 min | 4       | Hoffnungslauf | 7:25,55 min   | 2             | Viertelfinale | 7:30,91 min   | 6             | Halbfinale C  | 7:37,34 min | 5          | D-Finale      | 7:02,28 min | 2      | 20   |

### Schießen
| Athleten       | Wettbewerb                   | Qualifikation   | Qualifikation | Finale          | Finale        | Ringe/ Scheiben | Rang |
| Athleten       | Wettbewerb                   | Ringe/ Scheiben | Rang          | Ringe/ Scheiben | Rang          | Ringe/ Scheiben | Rang |
| -------------- | ---------------------------- | --------------- | ------------- | --------------- | ------------- | --------------- | ---- |
| Männer         |                              |                 |               |                 |               |                 |      |
| Marko Carrillo | Luftpistole 10 Meter         | 566-11x         | 43            | ausgeschieden   | ausgeschieden | 566             | 43   |
| Marko Carrillo | Schnellfeuerpistole 25 Meter | 557-14x         | 24            | ausgeschieden   | ausgeschieden | 557             | 24   |
| Marko Carrillo | Freie Pistole 50 Meter       | 536-6x          | 35            | ausgeschieden   | ausgeschieden | 536             | 35   |
| Francisco Boza | Trap                         | 109             | 28            | ausgeschieden   | ausgeschieden | 109             | 28   |

### Schwimmen
| Athleten        | Wettbewerb     | Vorlauf     | Vorlauf | Halbfinale    | Halbfinale    | Finale        | Finale        | Rang |
| Athleten        | Wettbewerb     | Zeit        | Rang    | Zeit          | Rang          | Zeit          | Rang          | Rang |
| --------------- | -------------- | ----------- | ------- | ------------- | ------------- | ------------- | ------------- | ---- |
| Frauen          |                |             |         |               |               |               |               |      |
| Andrea Cedrón   | 200 m Freistil | 2:05,33 min | 39      | ausgeschieden | ausgeschieden | ausgeschieden | ausgeschieden | 39   |
| Männer          |                |             |         |               |               |               |               |      |
| Nicholas Magana | 100 m Freistil | 51,53 s     | 53      | ausgeschieden | ausgeschieden | ausgeschieden | ausgeschieden | 53   |

### Segeln
Fleet Race
| Athleten          | Wettbewerb   | Qualifikation | Qualifikation | Medal Race    | Medal Race    | Punkte | Rang |
| Athleten          | Wettbewerb   | Punkte        | Rang          | Punkte        | Rang          | Punkte | Rang |
| ----------------- | ------------ | ------------- | ------------- | ------------- | ------------- | ------ | ---- |
| Frauen            |              |               |               |               |               |        |      |
| Paloma Schmidt    | Laser Radial | 280           | 31            | ausgeschieden | ausgeschieden | 280    | 31   |
| Männer            |              |               |               |               |               |        |      |
| Stefano Peschiera | Laser        | 289           | 31            | ausgeschieden | ausgeschieden | 289    | 31   |

### Taekwondo
| Athleten             | Wettbewerb       | Achtelfinale | Achtelfinale | Viertelfinale | Viertelfinale | Hoffnungsrunde Halbfinale | Hoffnungsrunde Halbfinale | Halbfinale | Halbfinale | Hoffnungsrunde Finale | Hoffnungsrunde Finale | Finale | Finale   | Rang |
| Athleten             | Wettbewerb       | Gegner       | Ergebnis     | Gegner        | Ergebnis      | Gegner                    | Ergebnis                  | Gegner     | Ergebnis   | Gegner                | Ergebnis              | Gegner | Ergebnis | Rang |
| -------------------- | ---------------- | ------------ | ------------ | ------------- | ------------- | ------------------------- | ------------------------- | ---------- | ---------- | --------------------- | --------------------- | ------ | -------- | ---- |
| Frauen               |                  |              |              |               |               |                           |                           |            |            |                       |                       |        |          |      |
| Julissa Diez Canseco | Klasse bis 49 kg | Kim So-hui   | 2:10         | –             | –             | Panipak Wongpattanakit    | 2:4                       | –          | –          | ausgeschieden         | ausgeschieden         | –      | –        | 7    |

### Turnen

#### Gerätturnen
| Athleten      | Wettbewerb       | Qualifikation | Qualifikation | Finale        | Finale        | Rang |
| Athleten      | Wettbewerb       | Punkte        | Rang          | Punkte        | Rang          | Rang |
| ------------- | ---------------- | ------------- | ------------- | ------------- | ------------- | ---- |
| Frauen        |                  |               |               |               |               |      |
| Ariana Orrego | Sprung           | 14,066        | 52            | ausgeschieden | ausgeschieden | 52   |
| Ariana Orrego | Stufenbarren     | 11,833        | 75            | ausgeschieden | ausgeschieden | 75   |
| Ariana Orrego | Schwebebalken    | 12,733        | 67            | ausgeschieden | ausgeschieden | 67   |
| Ariana Orrego | Boden            | 13,166        | 54            | ausgeschieden | ausgeschieden | 54   |
| Ariana Orrego | Mehrkampf Einzel | 51,798        | 50            | ausgeschieden | ausgeschieden | 50   |